# بنی ترائوره
بنی ترائوره (انگلیسی: Bénie Traoré؛ زادهٔ ۳۰ نوامبر ۲۰۰۲) بازیکن فوتبال اهل ساحل عاج است.
وی همچنین در تیم ملی فوتبال زیر ۲۳ سال ساحل عاج بازی کرده است.